# Prinzensitz

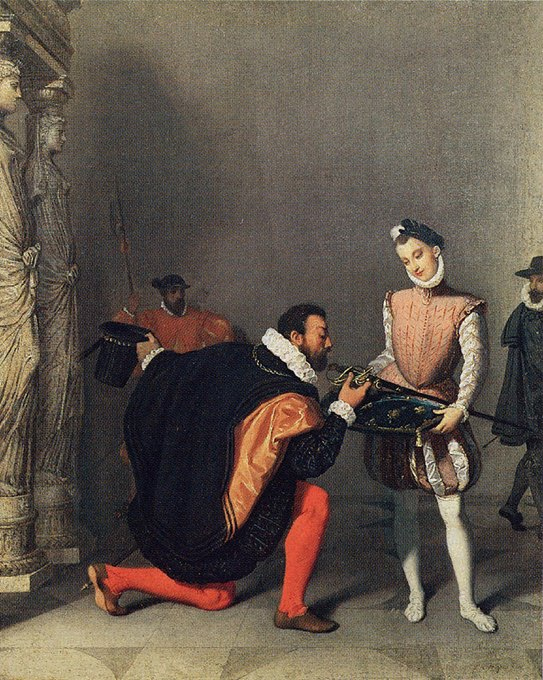
Das Schwert von Henri IV. 1819

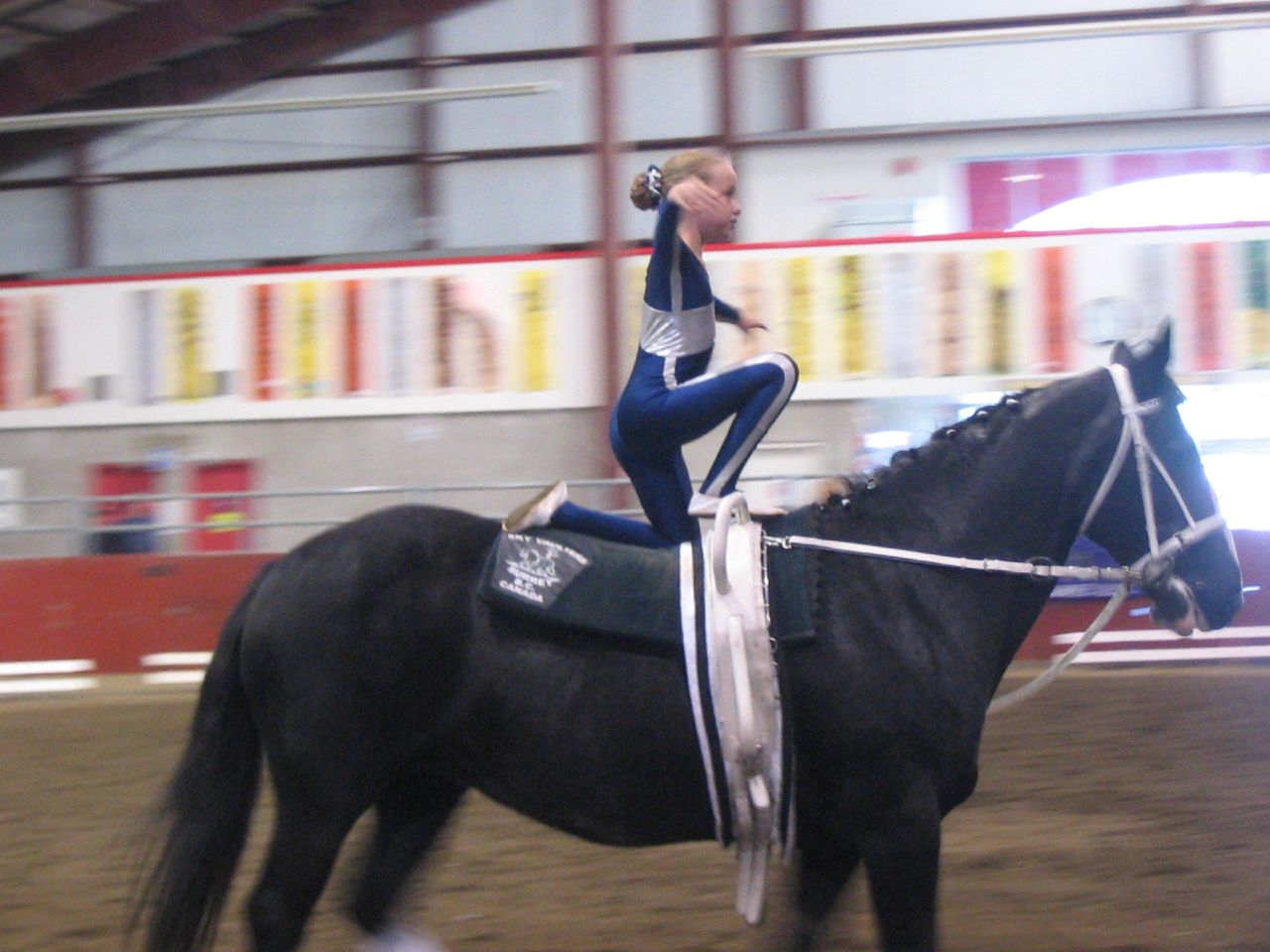
Prinzensitz im Voltigieren

Der Prinzensitz ist eine halb kniende Position, bei der ein Bein aufgestellt ist. Der Name rüht daher, dass mit dieser Geste Verehrung zum Ausdruck gebracht werden kann. Die Situation in dem Gemälde Das Schwert von Heinrich IV. beschreibt Ingres wie folgt:
One day Don Pedro of Toledo, the Ambassador of Spain to the court of Henri IV, saw in the Louvre the sword of the King in the hands of a young page. Advancing, he knelt on the ground and kissed it, rendering honor, he said, to the most glorious sword in Christendom. 
Eines Tages sah Don Pedro von Toledo, der Botschafter Spaniens am Hofe Heinrichs IV., im Louvre das Schwert des Königs in den Händen eines jungen Pagen. Er trat hinzu, kniete sich auf den Boden und küsste es, um dem herrlichsten Schwert der Christenheit Ehre zu erweisen, wie er sagte. 
In vielen westlichen Kulturen gibt es die Tradition, dass ein Partner bei einem Heiratsantrag auf ein Knie fällt, den Verlobungsring präsentiert und um die Hand bittet.
In Gegensatz zum Knien kann man aus dieser Position schnell aufspringen, beispielsweise beim 100-Meter-Lauf oder Balljungen beim Tennis. Auch im Rennkanadier knien die Kanuten im Prinzensitz im Boot.

## Voltigieren
Der Prinzensitz ist eine Kürübung beim Voltigieren.
Der Prinzensitz entwickelt sich aus dem Knien, wobei ein Bein nach vorne aufgestellt wird. Dieser Fuß kann für einen besseren Halt in den Griff des Voltigiergurts gestellt werden. Der Unterschenkel des knienden Beines kann schräg über den Pferderücken gelegt werden, für eine bessere Balance. Der Oberkörper ist aufrecht, die Arme werden zur Seite ausgestreckt.
Der Prinzensitz ist gut geeignet für Zweier- und Dreierübungen. Er kann beispielsweise mit dem Stehen zu einer Zweierübung kombiniert werden.

## Galerie

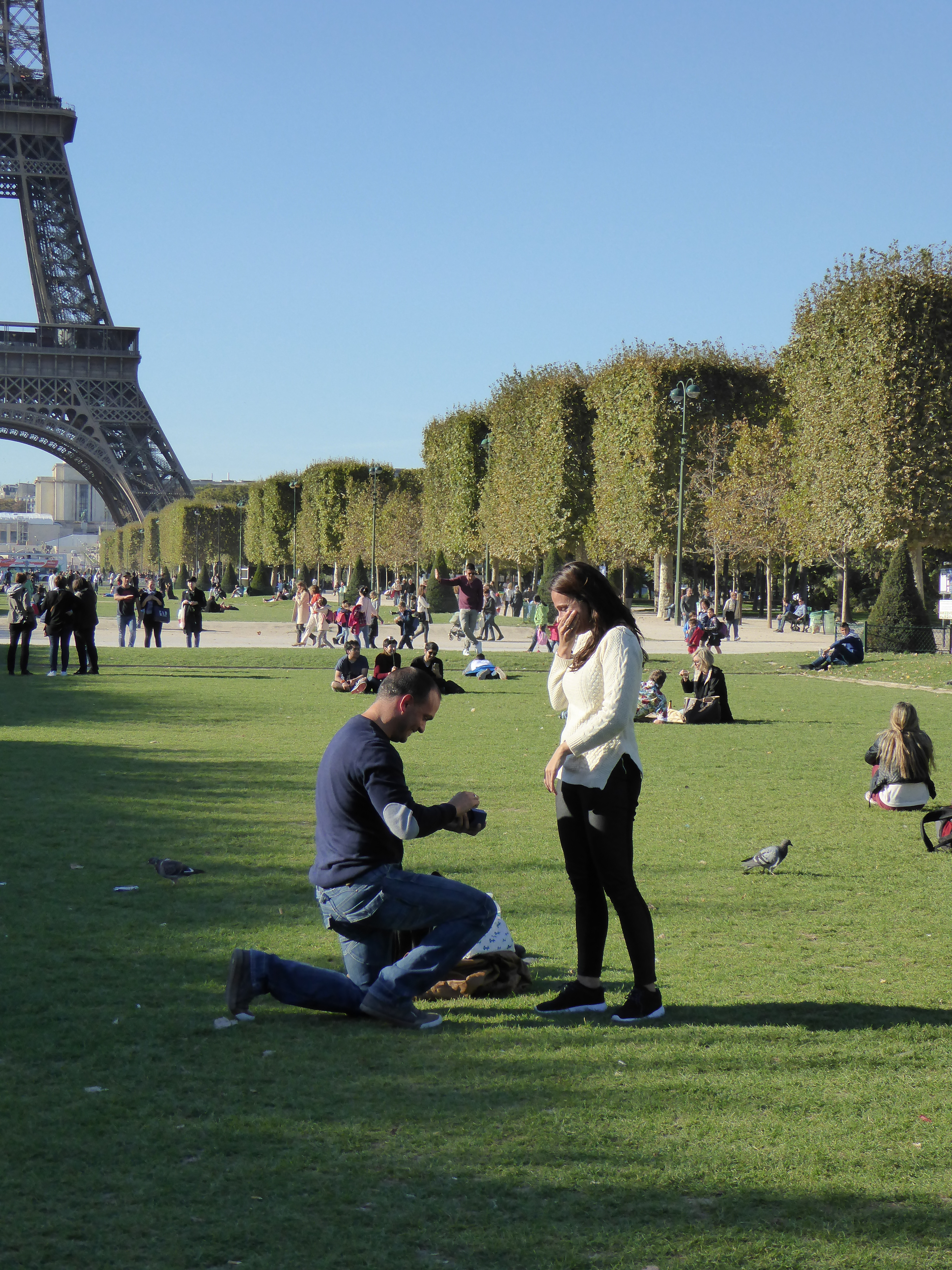
Heiratsantrag
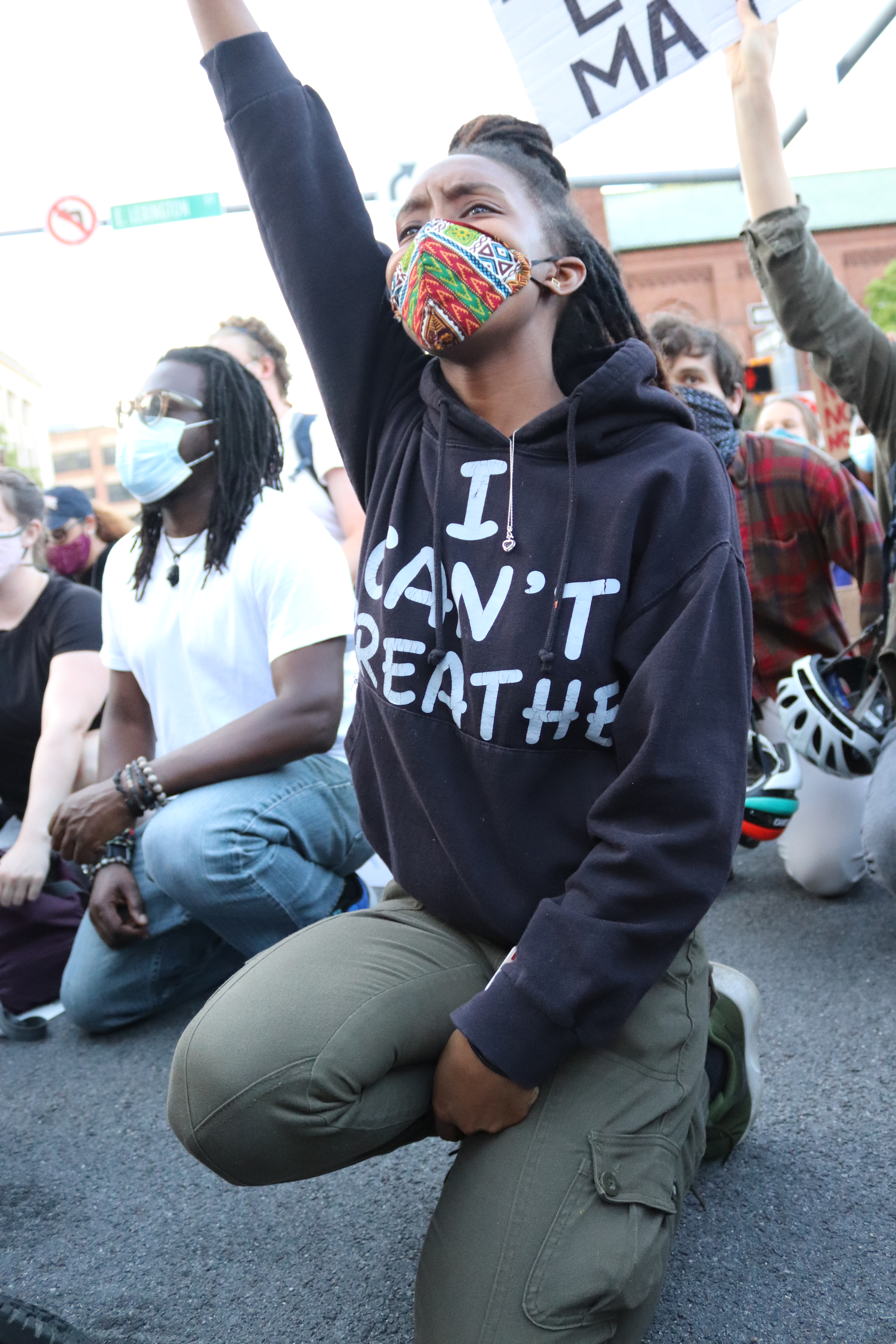
Take a Knee in der Black-Lives-Matter-Bewegung
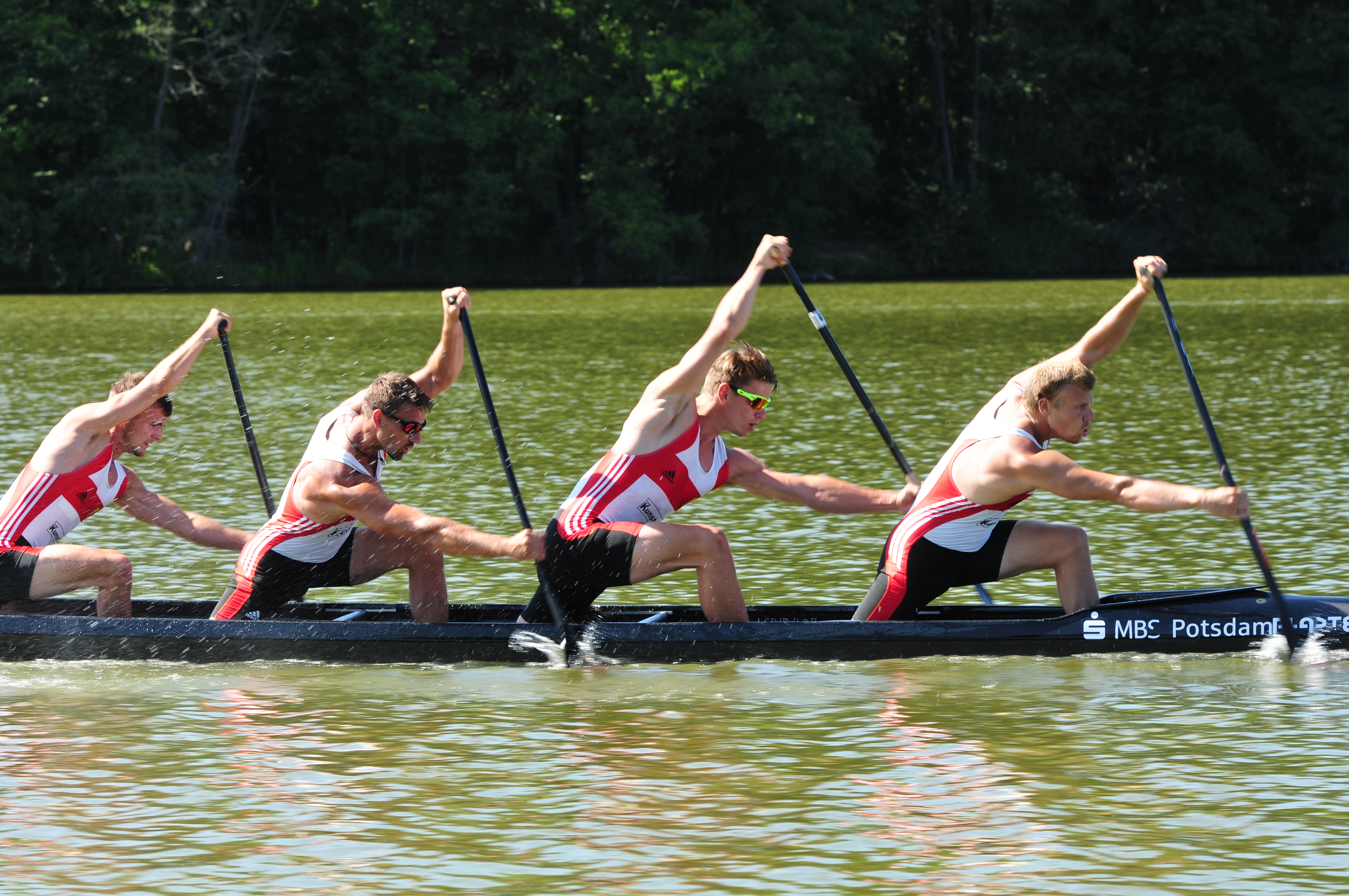
4er-Rennkanadier
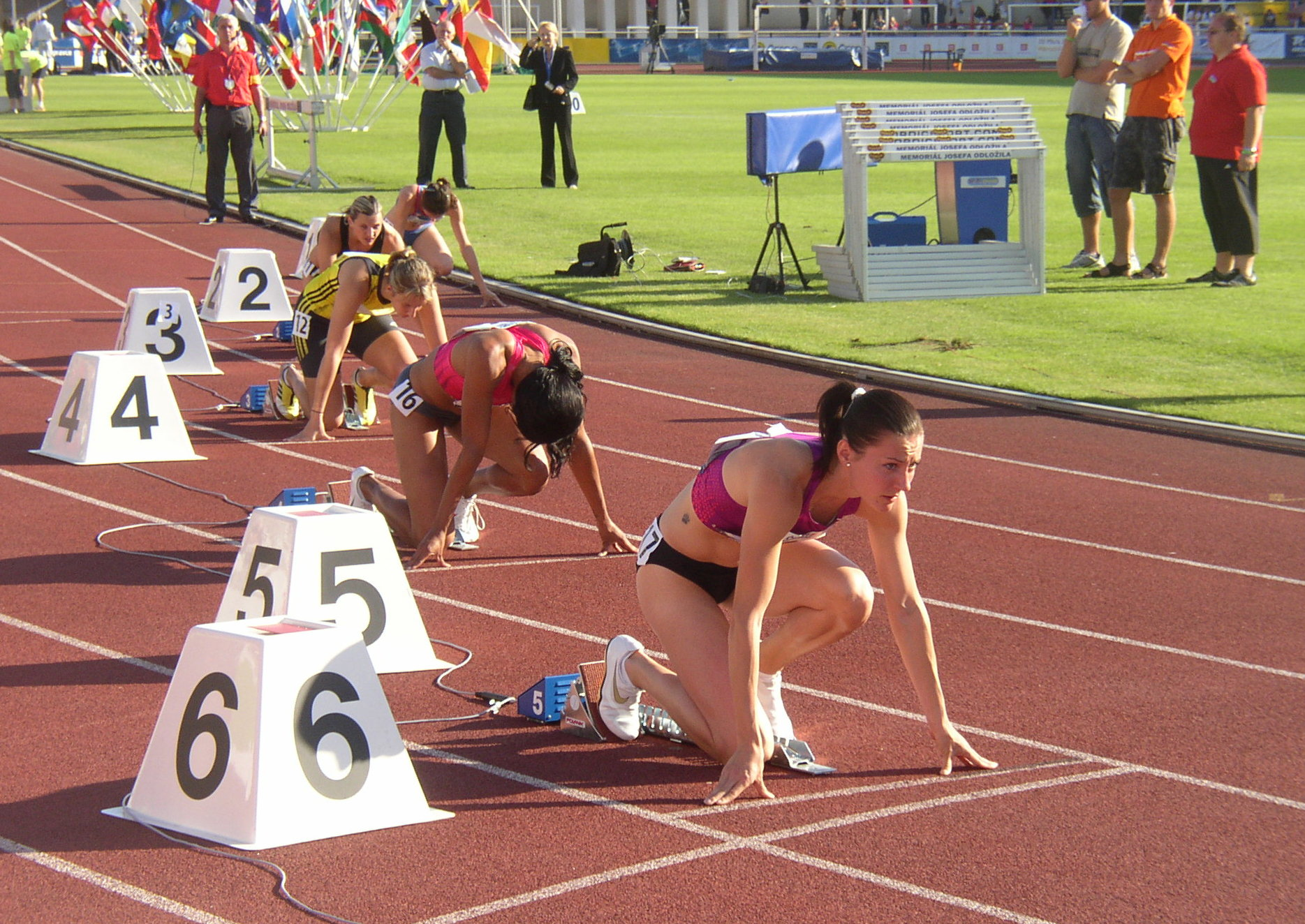
Startposition 200-m-Lauf
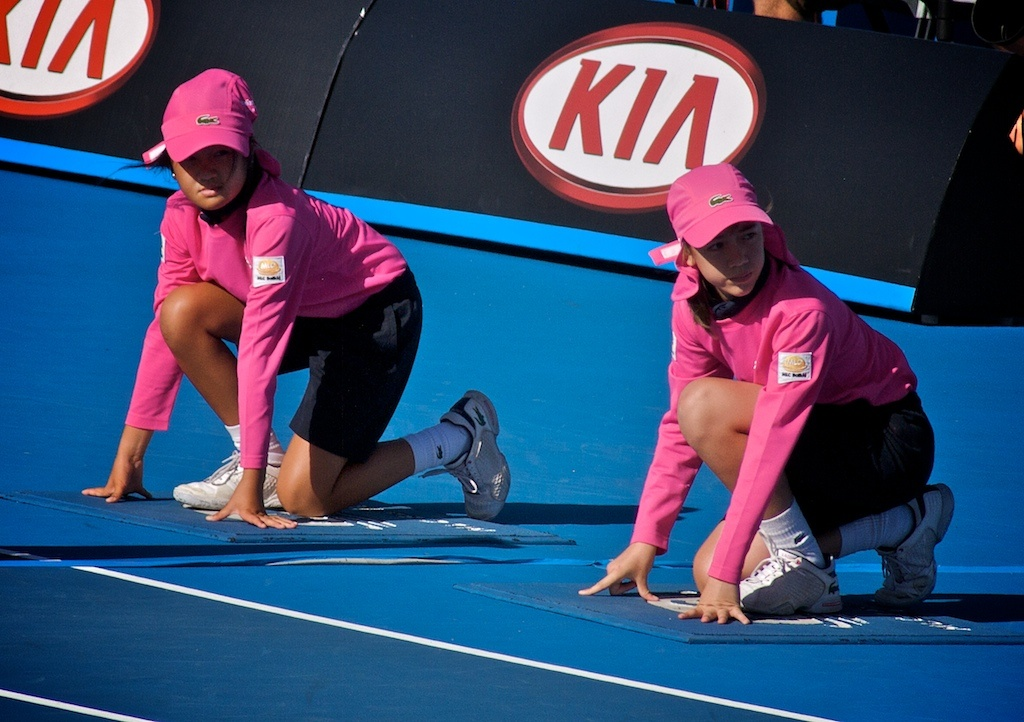
Ballmädchen beim Tennis
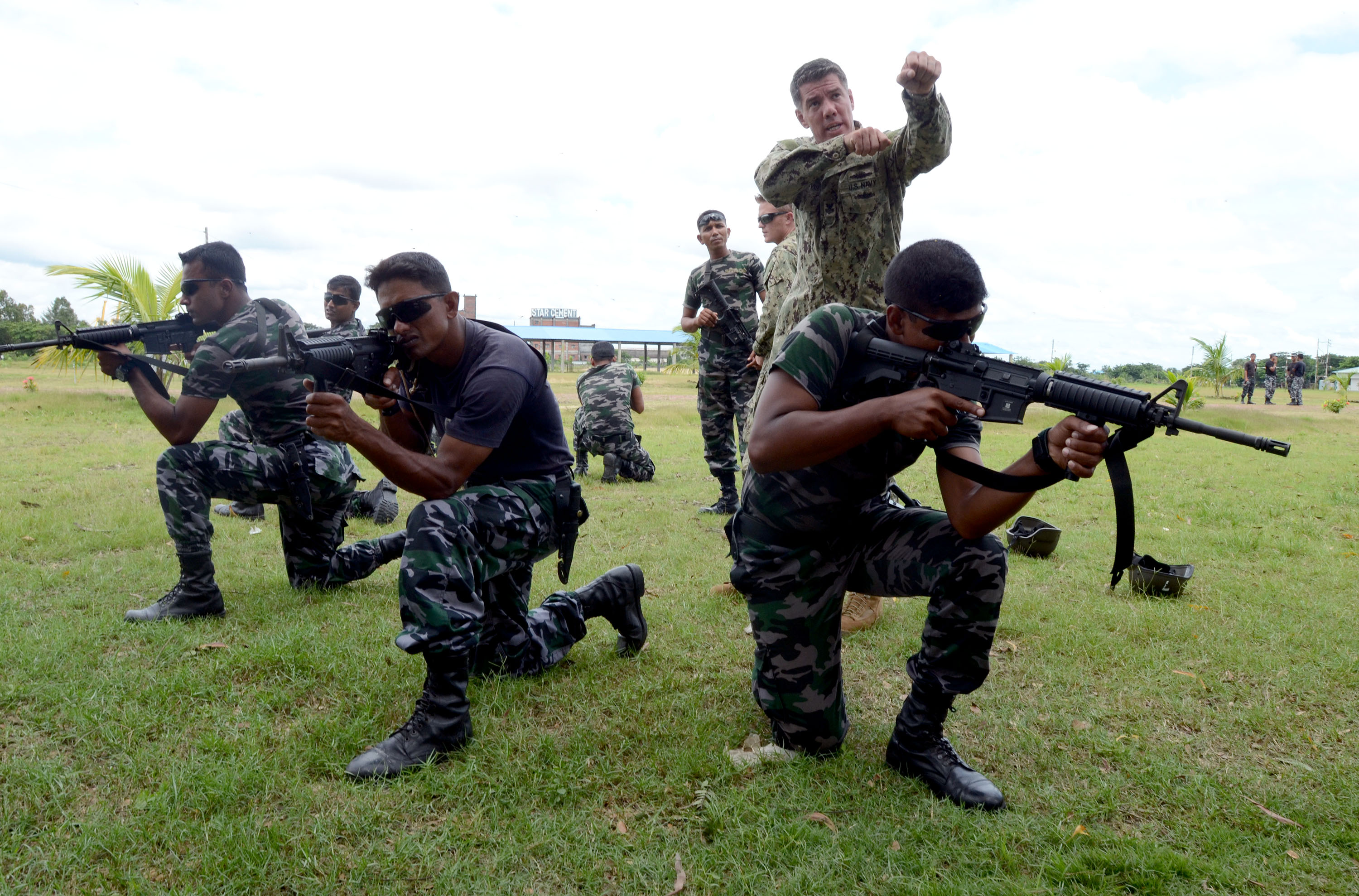
Militär